# تام ساتون
تام ساتون (انگلیسی: Thomas F. Sutton؛ ۱۵ آوریل ۱۹۳۷ – ۱ مهٔ ۲۰۰۲) معروف به شین تاد و دمنتیا، یک هنرمند اهل ایالات متحده آمریکا بود.
وی پس از فارغ التحصیلی از دبیرستان در سال 1955 در نیروی هوایی ایالات متحده ثبت نام کرد و همزمان روی پروژه های هنری نیز کار می‌کرد . بعداً ، ساتون در پایگاه ایتامی در ژاپن مستقر شد. اولین کار کمیک حرفه ای ساتون ، به مدت طولانی در روزنامه ستارگان و استریپس ارتش قرار گرفت . تام ساتون بیشتر به خاطر همکاری‌هایش با مارول کامیکس و دی‌سی کامیکس شناخته می‌شد.
موج شوک یک شخصیت تخیلی و ابر تبه‌کارانه در کتاب‌های کمیک می‌باشد. این کاراکتر به دست تام ساتون، داگ موئنچ و پائول گولاسی خلق شده و در استاد کنگ‌فو شماره ۴۲ام معرفی شد. 
وی همچنین عضو گروه‌های خلافکارانه‌ای چون ام‌آی۶، شیلد، استادان شیطان و فرقه خنجر طلایی است. 
جدا از کتاب‌های کامیک، شرکت مارول از موج شوک در دیگر کالاهای خود از جمله پوشاک، اسباب‌بازی، ورق بازی، انیمیشن‌های تلویزیونی و بازی‌های رایانه‌ای استفاده کرده است.
وی جزو هنرمندان تاثیرگذار محسوب می‌شود